# Réunion des Musées Nationaux
La Réunion des musées nationaux et du Grand Palais des Champs-Élysées (nome completo di Réunion des Musées Nationaux) è una società francese, e più di preciso un établissement public à caractère industriel et commercial (stabilimento pubblico a carattere industriale e commerciale, EPIC), fondata nel 1895 sotto la guida dei francesi Raymond Poincaré e Georges Leygues, con lo scopo di acquistare opere d'arte per collezioni nazionali. L'istituzione possiede tre direttive attuali: l'accoglienza del pubblico, l'organizzazione delle esibizioni temporanee e la tenuta delle esibizioni e delle sue collezioni permanenti.
La RMN si è riformata nel 2011 tramite la fusione tra i Musei Nazionali di Parigi e il Grand Palais.
La RMN è responsabile di 34 musei nazionali, per i quali esistono due statuti: la maggior parte sono anche istituzioni pubbliche con autonomia legale e finanziaria; gli altri sono servizi con giurisdizione nazionale collegati al Dipartimento dei Musei di Francia.

## Musei correlati e stabilimenti

### Parigi
- Musei autonomi:
  - Musée national des Arts asiatiques - Guimet
  - Musée national Eugène-Delacroix
  - Musée d'Ennery
  - Musée Hébert
  - Musée national Jean-Jacques Henner
  - Musée du Louvre
  - Musée Gustave Moreau
  - Musée national du Moyen Âge - Thermes et Hôtel de Cluny
  - Musée de l'Orangerie
  - Musée d’Orsay
  - Musée Picasso
  - Musée Rodin
- Musei di personalità giuridica:
  - Musée national d'art moderne (Centre national d'art et de culture Georges-Pompidou)
  - Musée des monuments français (Cité de l'architecture et du patrimoine)
  - Musée des plans et reliefs (Musée de l'Armée)
  - Musée du quai Branly
  - Musée de la musique (Cité de la musique)
  - Musée de l’histoire de l’immigration

### Regione parigina
- Musée de la Renaissance a Écouen
- Musée du château de Fontainebleau
- Musée de Port-Royal des Champs a Magny-les-Hameaux
- Musée des châteaux de Malmaison et de Bois-Préau a Rueil-Malmaison
- Musée d'archéologie nationale a Saint-Germain-en-Laye
- Musée national de Céramique a Sèvres
- Établissement public du château, du musée et du domaine national de Versailles a Versailles, più suoi annessi:
  - La Salle du Jeu de paume
  - Le Musée des carrosses

### Altre regioni francesi
- Musée de la Maison Bonaparte ad Ajaccio, Corse-du-Sud
- Musée napoléonien et Musée africain a Île-d'Aix, Charente-Maritime
- Musée Fernand Léger a Biot, Alpes-Maritimes
- Musée franco-américain du château de Blérancourt a Blérancourt, Aisne
- Musée du château de Compiègne, Oise, e suo annesso:
  - Le Musée de la voiture et du tourisme
- Musée Magnin a Dijon, Côte-d'Or
- Musée national de la porcelaine Adrien Dubouché a Limoges, Haute-Vienne
- Musée national de Préhistoire a Les Eyzies-de-Tayac-Sireuil, Dordogne
- Musée national des Deux Victoires a Mouilleron-en-Pareds, Vendée
- Museo nazionale messaggio biblico di Marc Chagall a Nizza Alpes-Maritimes
- Musée du Château de Pau, Pyrénées-Atlantiques
- Musée Picasso La Guerre et la Paix a Vallauris, Alpes-Maritimes
- Musée des civilisations de l'Europe et de la Méditerranée (MuCEM) a Marseille, Bouches-du-Rhône (trasferito dal Musée national des arts et traditions populaires di Parigi)

## Collaborazioni
La Réunion des Musées Nationaux ha collaborato con la Cryo Interactive, azienda videoludica anch'essa francese, per la distribuzione dei seguenti videogiochi:
- Versailles 1685: Complotto alla corte del Re Sole (1996)
- Egypt 1156 a.C.: l'enigma della tomba reale (1997)
- Cina - Crimini nella Città Proibita (1998)
- Aztec: Maledizione nel cuore della città d'oro (1999)
- Egypt 2: la profezia di Heliopolis (2000)
- Pompei: La leggenda del Vesuvio (2000)
- Louvre: La maledizione finale (2000)
- Versailles II: Il testamento del re (2001)
- Jerusalem: Il pugnale ritrovato (2002)